# Partinico
Partinico (sicilià Partinicu) és un municipi italià, situat a la regió de Sicília i a la ciutat metropolitana de Palerm. L'any 2004 tenia 31.515 habitants. Limita amb els municipis d'Alcamo (TP), Balestrate, Borgetto, Carini, Giardinello, Monreale, Terrasini i Trappeto.

## Administració
| Període | Identitat       | Partit |
| ------- | --------------- | ------ |
| 2006-   | Salvo lo Biundo | Centre |